# Mystacides schmidi
Mystacides schmidi is een schietmot uit de familie Leptoceridae. De soort komt voor in het Oriëntaals gebied.